# Cheilosia hirticincta
Cheilosia hirticincta är en tvåvingeart som beskrevs av Enrico Adelelmo Brunetti 1915. Cheilosia hirticincta ingår i släktet örtblomflugor, och familjen blomflugor. Inga underarter finns listade i Catalogue of Life.